# Le Tango du Congo
 (mars 2022).
Si vous disposez d'ouvrages ou d'articles de référence ou si vous connaissez des sites web de qualité traitant du thème abordé ici, merci de compléter l'article en donnant les références utiles à sa vérifiabilité et en les liant à la section « Notes et références ».
Le Tango du Congo est un tube du Grand Jojo qui a marqué la chanson humoristique en Belgique en 1972.
Il est interprété en zwanze bruxellois par le Grand Moustachu bruxellois. On se souvient du premier couplet chanté en chœur dans les bistrots bruxellois, chope de bière à la main Juke box vollen back (à plein tube).
Le Tango du Congo est produit sous label Vogue.